# 佐々木貞宗
佐々木 貞宗（ささき さだむね）は、鎌倉時代中期から後期にかけての武将・御家人。佐々木氏支流京極氏3代当主。京極貞宗とも。

## 略歴
弘安10年（1287年）、佐々木宗綱の四男として誕生。母は佐伯左衛門尉頼綱の娘で、祐信・時綱の同母弟。北条氏得宗家当主（鎌倉幕府第9代執権）の北条貞時より偏諱を受けて貞宗と名乗る。
永仁5年（1297年）9月20日に父が死去、長兄・祐信は父の意に叶わなかったとされ、次兄・時綱は父に先だって17歳で早世していたため、家督を継ぐ。その後、嘉元3年（1305年）5月8日、死去。享年19。
死因は同年に起きた嘉元の乱で北条宗方の討手として参戦した際の戦死とされている。
同族の高島行綱（高島氏）の娘を室としていて一人の女子があったとされるが、跡を継ぐ男子が無かったため、従兄で姉妹の夫でもある宗氏を経て、宗氏と姉妹との間に生まれ、貞宗の養子となっていた甥の高氏が最終的に家督を継承した。